# Acanthoctenus maculatus
Acanthoctenus maculatus là một loài nhện trong họ Ctenidae.
Loài này thuộc chi Acanthoctenus. Acanthoctenus maculatus được Alexander Petrunkevitch miêu tả năm 1925.